# Municipi de Gribskov
El municipi de Gribskov és un municipi danès de la Regió de Hovedstaden que va ser creat l'1 de gener del 2007 com a part de la Reforma Municipal Danesa, integrant els antics municipis de Græsted-Gilleleje i Helsinge. El municipi és situat a la costa nord de l'illa de Sjælland abastant una superfície de 280 km². El llac d'Arresø és entre el municipi i els de Hillerød i Halsnæs.
La ciutat més important i la seu administrativa del municipi és Helsinge (7.228 habitants el 2009). Altres poblacions del municipi són:
- Annisse Nord
- Annisse
- Blistrup
- Dronningmølle
- Esbønderup Kohave
- Esbønderup
- Esrum
- Gilleleje
- Græsted
- Holløse
- Holløselund
- Kagerup
- Munkerup
- Ørby
- Rågeleje
- Ramløse
- Skærød
- Smidstrup
- Søborg
- Strand Esbønderup
- Tisvilde
- Udsholt Strand
- Vejby Strand
- Vejby

## Consell municipal
Resultats de les eleccions del 18 de novembre del 2009:
| Partit                       | vots | % vots |
| ---------------------------- | ---- | ------ |
| Socialdemokratiet            | 4979 | 23,1   |
| Det Radikale Venstre         | 403  | 1,9    |
| Det Konservative Folkeparti  | 1667 | 7,7    |
| Socialistisk Folkeparti      | 3486 | 16,2   |
| Lokaldemokratisk Liste       | 90   | 0,4    |
| Kristendemokraterne          | 340  | 1,6    |
| Dansk Folkeparti             | 1958 | 9,1    |
| Venstre                      | 8181 | 38,0   |
| Enhedslisten - De Rød-Grønne | 410  | 1,9    |

### Alcaldes
| Alcalde          | Període               | Partit                      |
| ---------------- | --------------------- | --------------------------- |
| Jannich Petersen | 1-1-2007 a 31-12-2009 | Venstre                     |
| Jan Ferdinandsen | 1-1-2010 a 31-12-2013 | Det Konservative Folkeparti |